# ハンガリー国鉄V46型電気機関車
V46型電気機関車は、ハンガリー国鉄が運用中の入換用交流電気機関車である。愛称は「Szöcske」（バッタ）、「Csöpi」（ちび）、「Hifi-torony」（ハイファイタワー）。

## 概要
本形式は、1983年から1992年の間にガンツによって60両が製造された。